# Hendrik Pekeler

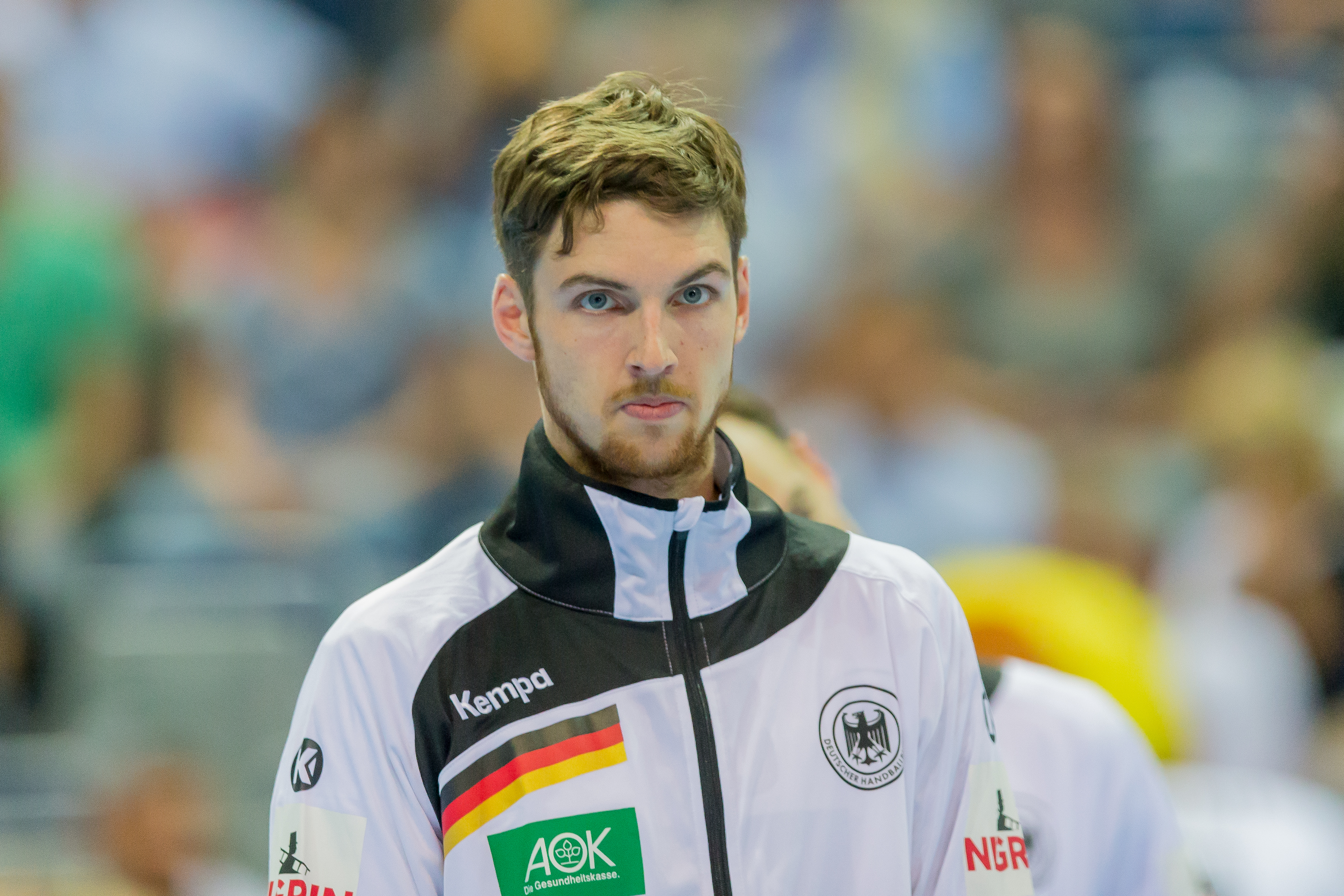
Hendrik Pekeler 2016.

Hendrik Pekeler, född 2 juli 1991 i Itzehoe, är en tysk handbollsspelare, som spelar för THW Kiel och det tyska landslaget. Han är 2,03 meter lång, högerhänt och spelar i anfall som mittsexa. Han spelar också framgångsrikt som försvarare.
Med klubblag har han blivit tysk mästare sex gånger (2010, 2016, 2017, 2020, 2021 och 2023), vunnit EHF Champions League två gånger (2010, 2020), EHF European League en gång (2019), tysk Cupmästare 3 gånger (2018, 2019 och 2022) och tysk Supercupmästare fem gånger (2016, 2017, 2020, 2021 och 2022).
Han har spelat i de tyska ungdomslandslagen, och var med och tog guld i U18-EM 2008 och U21-VM 2011. Med A-landslaget har han vunnit EM-guld 2016, och brons i OS 2016. I EM 2020 blev han utnämnd till bästa försvarsspelare.
År 2020 blev han utnämnd till Årets handbollsspelare i Tyskland.
Efter OS 2020 i Tokyo meddelades att han tar en längre paus från landslaget. 2024 meddelade han att han slutade i landslaget. Han spelade 122 landskamper och gjorde 210 mål.

## Klubbar
Som ungdom
- ETSV Fortuna Glückstadt (2002–2004)
- MTV Herzhorn (2004–2007)
- Bramstedter TS (2007–2008)

Som senior
- THW Kiel (2008–2010)
  - →  TSV Altenholz (lån, 2008–2009)
- Bergischer HC (2010–2012)
- TBV Lemgo (2012–2015)
- Rhein-Neckar Löwen (2015–2018)
- THW Kiel (2018–)